# Rue du Pôle-Nord
La rue du Pôle-Nord est une voie située dans le 18e arrondissement de Paris, en France.

## Situation et accès
La rue du Pôle-Nord est une voie publique située dans le 18e arrondissement de Paris. Longue d'une centaine de mètres, elle débute au Sud sur la rue Montcalm (perpendiculaire) et se termine au Nord sur la rue Vincent-Compoint (qui la prolonge après un coude).
Près de son début, elle est rejointe par la rue Calmels-Prolongée sur son côté gauche. L'impasse Calmels est située un peu plus loin, sur son côté droit. La rue Calmels est située dans le prolongement de la rue du Pôle-Nord, de l'autre côté de la rue Montcalm.

## Origine du nom

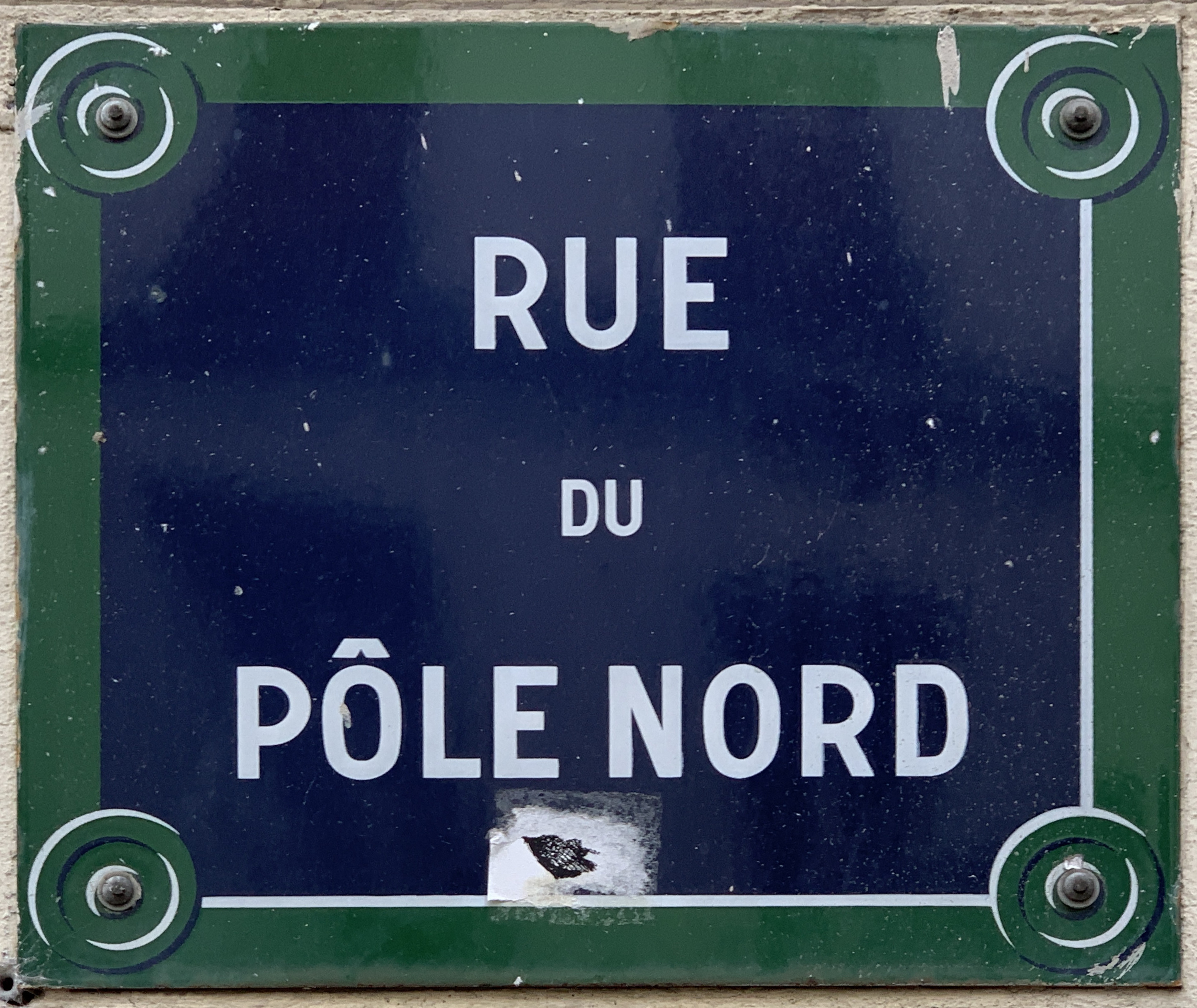
Plaque de la rue.

Elle est nommée en hommage à l'expédition de Gustave Lambert, en 1868, qui tente alors sans succès d'atteindre le pôle Nord.

## Historique
À l'origine, la rue du Pôle-Nord est la partie sud de la rue Vincent-Compoint, qui prend sa dénomination actuelle par un arrêté du 30 août 1884 puis est classée dans la voirie parisienne par un décret du 18 février 1934.

## Bâtiments remarquables et lieux de mémoire

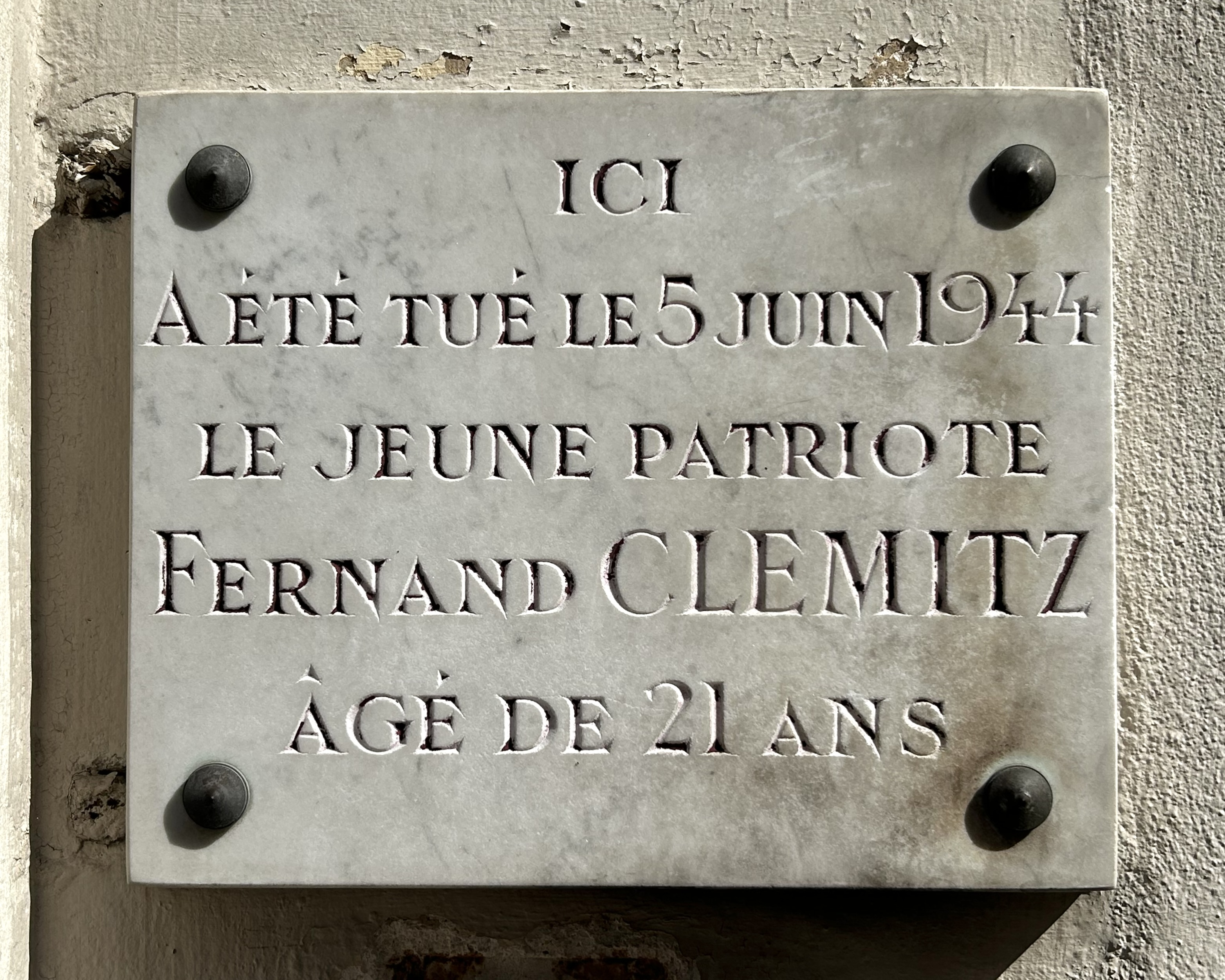
Plaque au no 4.

- No 4 : une plaque commémorative rend hommage à Fernand Clemitz, « jeune patriote » tué le 5 juin 1944, sous l'Occupation.